# Revingeby
Revingeby is een plaats in de gemeente Lund, in de Zweedse provincie Skåne län en het landschap Skåne. De plaats heeft 538 inwoners (2005) en een oppervlakte van 66 hectare.

## Straatnamen in de plaats
| - Byvägen - Diskusvägen - Fotbollsvägen - Handbollsvägen - Hedvägen - Kaptenvägen | - Klockarelyckan - Kollektgränd - Krankesjövägen - Kyrkvägen - Ljungvägen - Löjtnantsvägen | - Sprintervägen - Tennisvägen - Trestegsvägen - Tvedöravägen - Åkervägen - Åvägen |